# Stuart Conquest
Stuart Conquest (* 1. března 1967 Ilford) je britský šachový velmistr. Jeho nejlepší umístění v světovém žebříčku bylo číslo 100 v říjnu 2001.
V roce 1981 vyhrál mistrovství světa v šachu mládeže v kategorii do 16 let. V roce 2008 vyhrál britský šachový šampionát. Reprezentoval Spojené království na 4 šachových olympiádách.